# Ashuanipi
1898 – 1927
(29 ans)
- Ashuanipi
- Territoire actuel du Québec

Entités précédentes :
- District d'Ungava (Territoires du Nord-Ouest)

Entités suivantes :
- Labrador (Terre-Neuve)

L'Ashuanipi est un territoire possédé temporairement par le Québec entre 1898 et 1927.

## Histoire

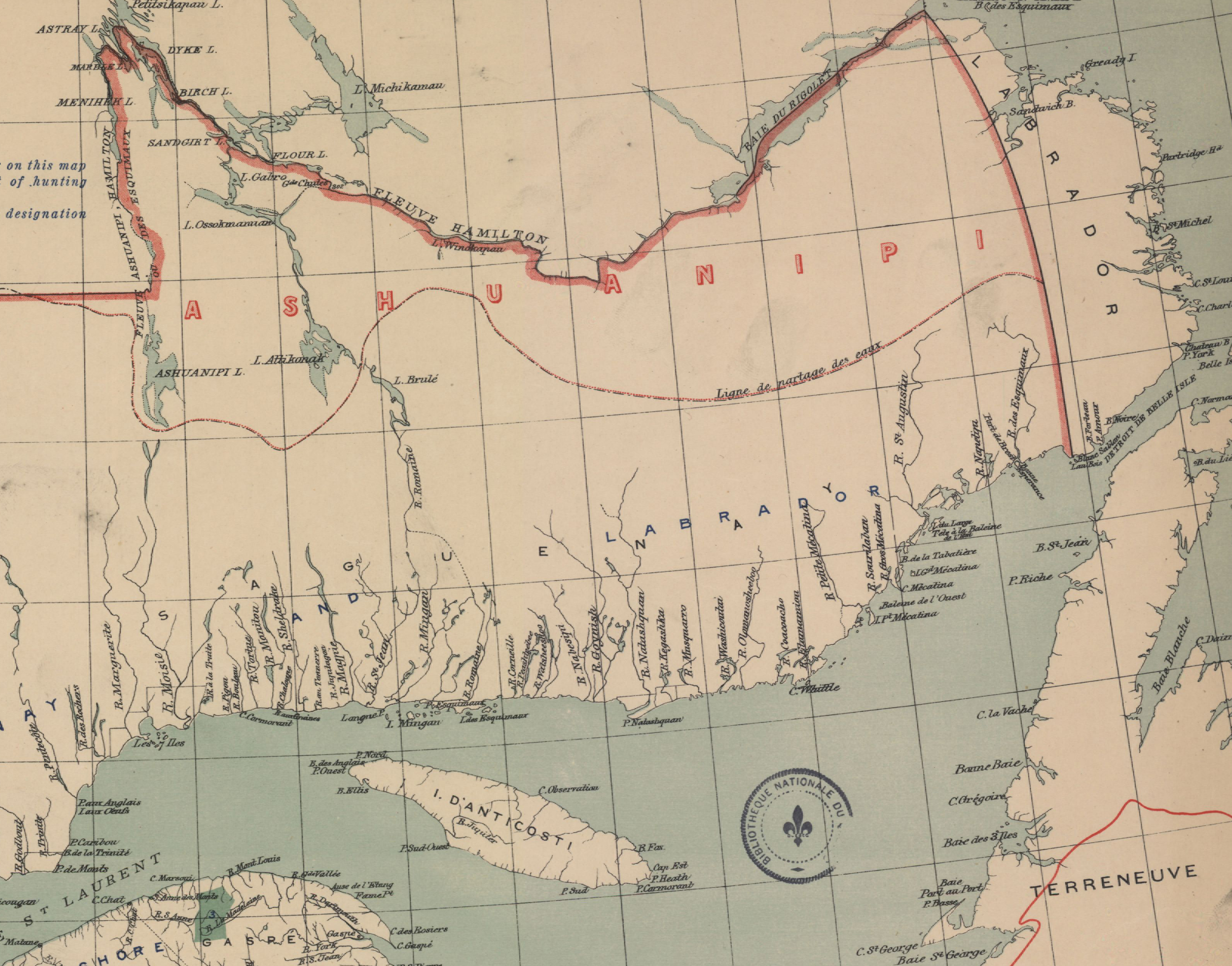
Carte de la Côte-Nord comprenant l'Ashuanipi, en 1910.

Lorsque le Canada achète la Terre de Rupert aux Britanniques en 1870, la porte s'ouvre pour une extension territoriale vers le nord. Le 8 avril 1885, l'Assemblée législative du Québec crée un comité spécial concernant l'extension de ses frontières vers le nord. Les nouvelles frontières sont adoptées par le Parlement du Québec et le Parlement du Canada en 1898.
En 1899, le gouvernement québécois sépare le territoire annexé en trois districts, dont celui d'Ashuanipi. Il est rattaché au comté de Saguenay.
En 1927, le comité judiciaire du Conseil privé fixe la frontière entre le Québec et Terre-Neuve. Ce territoire passe ainsi du côté de Terre-Neuve.
De nos jours, l'Ashuanipi est toujours mentionné dans Loi sur la division territoriale du Québec[Où ?]. La province revendique[réf. nécessaire] toujours les terres situées immédiatement au sud de l'Ashuanipi, soit la portion comprise entre le 52e parallèle nord et le bassin versant du Labrador[pas clair]. Elle inclut cette portion en tant que partie de la région administrative de la Côte-Nord.

## Géographie
La Loi concernant les territoires d'Abittibi, de Mistassini et d'Ashuanipi (1899), article 2.3, stipule : « Le territoire d'Ashuanipi est borné au nord, à l'est et à l'ouest par les limites de la province; et au sud et au sud-ouest par le comté de Saguenay ».